# 임도화
임도화(林到婲, 1996년 6월 19일 ~ )는 대한민국의 배우이다. 과거 걸 그룹 AOA, AOA 화이트의 멤버였다. 개명 전의 이름은 임찬미(林澯美)이다.

## 학력
- 황상초등학교 (졸업)
- 당산서중학교 (졸업)
- 영등포고등학교 부설 방송통신고등학교 (졸업)

## 방송
- 2014년 MBC MUSIC 《아이돌 댄스 대회 D-Style》
- 2015년 SBS Plus 《날씬한 도시락》
- 2015년 MBC 《위대한 유산》
- 2016년 KBS2 《전국 아이돌 사돈의 팔촌 노래자랑》
- 2016년 KBS2 《머슬퀸 프로젝트》
- 2017년 K-STAR 《아이돌 연기 대결 - 내가 배우다》 - 고정 출연
- 2017년 MBC 《하하랜드》 - 게스트
- 2017년 TV조선 《매직 컨트롤》 - 고정 패널
- 2018년 MBN 《책잇아웃 - 책장을 보고싶어》
- 2019년 동아TV 《샵에서 만나》 - 진행
- 2019년 라이프타임 《AOA의 다사다낭 심쿵다낭》 - 고정 출연 (with 유나, 혜정과 동반 출연)
- 2019년 MBC 《공유의 집》 - 게스트
- 2020년 MBC 《복면가왕》 - 호떡 (참가자로 출연)
- 2020년 OGN 《아이돌 리그 2》 - 고정 MC
- 2021년 MBN 《주간산악회》 - 게스트
- 2022년 tvN 《유 퀴즈 온 더 블럭》 - 게스트 (어머니 임천숙씨와 동반출연)
- 2023년 Mnet 《퀸덤 퍼즐》 - 경연자
- 2025년 TV조선 《조선의 사랑꾼》

### 라디오
- 2012년 MBC 표준FM 《신동의 심심타파》 - 신기한 라디오, 서프라이즈
- 2012년 MBC FM4U 《김신영의 정오의 희망곡》 - 오! 판타스틱 베이비
- 2014년 MBC 《최양락의 재미있는 라디오》

### 드라마
- 2016년 SBS 수목드라마 《딴따라》 ... 더 쇼 MC 역 (특별출연)
- 2016년 네이버 tvcast 《얘네들 MONEY?!》 ... 금혜라 역
- 2017년 KBS 2TV 주말드라마 《아버지가 이상해》 ... 드라마 스태프 역 (특별출연)
- 2018년 JTBC 금토드라마 《SKY 캐슬》 ... 본인 역 (특별출연)
- 2019년 웹드라마 《사랑공식 11미터》 - 지윤 역
- 2019년 Seezn 웹드라마 《이런 게놈의 로맨스》 - 장흥미 역
- 2020년 뉴플러스오리지널 《인공지능 그녀》 - 주리 역
- 2020년 네이버 tvcast 《오늘은 오피스 내일은 로맨스》 - 강혜미 역
- 2021년 MBC 일일드라마 《두 번째 남편》 - 재민의 맞선녀 역 (5회 특별출연)
- 2021년 Seezn 《국가의 탄생》
- 2023년 KBS 2TV 월화드라마 《두뇌공조》 - 체리 역

### 영화
- 《색다른 그녀》 (2021년) - 지연 역
- 《리프레쉬》 (2022년) - 현주 역